# 紫錦魚
紫錦魚，又稱紫衣葉鯛，俗名四齒、礫仔、紫衣、貓仔魚、汕冷仔為輻鰭魚綱鱸形目隆頭魚亞目隆頭魚科的其中一種。

## 分布
本魚印度太平洋區，包括紅海、東非、南非、馬達加斯加、葛摩共和國、模里西斯、塞席爾群島、馬爾地夫、印度、斯里蘭卡、日本、台灣、中國南海、越南、泰國、馬來西亞'菲律賓、印尼、新幾內亞、新喀里多尼亞、澳洲、羅得豪島、帕拉群島、帛琉、密克羅尼西亞、索羅門群島、馬里亞納群島、馬紹爾群島、法屬玻里尼西亞、夏威夷群島、復活節島、美屬薩摩亞、西薩摩亞、斐濟群島、吐瓦魯、吉里巴斯、東加、諾魯等海域。

## 深度
水深0.5至5公尺。

## 特徵
本魚體稍長且側扁。吻部短；上下頜具一列尖齒，前方各具 2犬齒，無後犬齒。雌魚體呈黑褐色，頭部較深，背鰭在第一到第三棘間有一黑斑，背鰭和臀鰭紅色具一黃色縱帶，尾鰭赭色。雄魚體青綠色，頭部有朱紅色塊斑，體背具黑褐色縱帶，背鰭、臀鰭和體側具紅色縱帶，體側並有一些斷續紅色橫紋。尾鰭截形呈黑褐色，末緣則呈青綠色。體被大形圓鱗，鰓蓋上部稍具小鱗片外，頭部無鱗，背鰭前之胸部被較小鱗，頸部裸出；腹鰭具鞘鱗。背鰭硬棘8枚、背鰭軟條12至14枚、臀鰭硬棘3枚、臀鰭軟條10至12枚。體長可達35公分。

## 生態
本魚棲息於礁台、礁緣或礫石區，成群活動，由一尾雄魚及數尾雌魚組成，屬肉食性，以海膽、甲殼類、多毛類為食。

## 經濟利用
食用性魚類，可清蒸加豬油食用，肉細味淡，並無異味。另外體色鮮豔，也適合水族觀賞的魚類。